# Digitaria gymnotheca
Digitaria gymnotheca är en gräsart som beskrevs av Clayton. Digitaria gymnotheca ingår i släktet fingerhirser, och familjen gräs. Inga underarter finns listade i Catalogue of Life.